# Bučkovci
Bučkovci so naselje v Občini Ljutomer.
Tukaj se je rodil pisatelj in učitelj Janoš Murkovič.